# Lyperia
Lyperia, biljni rod iz porodice Scrophulariaceae (strupnikovke), dio je tribusa Limoselleae, potporodica Scrophularioideae. 
Sastoji se od 6 vrsta zeljastog jednogodišnjeg bilja  u južnoj Africi i Namibiji. Tipična je Lyperia tristis Benth. iz Južne Afrike i Namibije.

## Vrste
1. Lyperia antirrhinoides (L.f.) Hilliard
2. Lyperia formosa Hilliard
3. Lyperia lychnidea (L.) Druce
4. Lyperia tenuiflora Benth.
5. Lyperia tristis (L.f.) Benth.
6. Lyperia violacea Benth.

## Sinonimi
- Manettia Bochm.; Ludw. Defin. Gen. Pl., ed. Boehm., 99, 560 (1960), non Mutis ex L.